# 陈先奎
陈先奎（1955年6月30日—），生于江苏宜兴，中国人民大学马克思主义学院副教授，马克思主义理论与思想政治教育专业硕士生导师。

## 生平
1978年至1982年在江苏师范学院政教系学习。毕业后至1984年，陈先奎在江苏徐州教育学院工作。1984年至1987年，考入中国人民大学中共党史系。

## 发表文章
作为中国人民大学“副教授”的陈先奎，多次以“教授”名义发表署名文章。2014年9月10日，陈先奎投书《环球时报》发表文章《爱国和爱党在中国是一致的》，称“从过去‘没有共产党就没有新中国’，到现在‘没有共产党就没有中华民族的伟大复兴’。中国公民爱国就要爱党，反共就是祸害中国”。“爱党与否，是每个中国人是否真爱国的主要衡量标准。”引起网民热议，有网友表示“喉舌赤裸裸主张爱‘党国’，纯属耍流氓！”。

## 云鹏考研案
2002年7月19日，陈先奎因与云鹏考研机构发生纠纷，被机构负责人芦云鹏雇凶打伤致左腿胫骨骨折。凶手芦云鹏等4人最终以故意伤害罪被判处死刑，剥夺政治权利终身。